# Аксіома Мартіна
Аксіома Мартіна — аксіома в теорії множин введена Дональдом Мартіном і Робертом Соловеєм, що не залежить від аксіоматики ZFC.
Вона стверджує, що всі кардинали менші за кардинал континууму, ведуть себе подібно до {\displaystyle \aleph _{0}}. 

## Аксіома
Для кардинала 𝛋 < {\displaystyle {\mathfrak {c}}}, визначимо твердження MA(𝛋):
Для P частково впорядкованої множини, в якій виконується умова зліченності ланцюгів
та D — сімейства щільних множин в P таких, що |D | ≤ 𝛋,

в P існує загальний фільтр F: такий фільтр, що F ∩ d є не порожньою множиною для кожної d із D.
Частковим випадком, а саме {\displaystyle \operatorname {MA} (\aleph _{0})} є лема Расьової — Сікорського.

## Узагальнення
Узагальненнями цієї аксіоми є аксіома правильного форсінгу (PFA) та максимум Мартіна (MM).